# Ulrika museum
Ulrika museum är ett svenskt kulturhistoriskt museum i Ulrika i Linköpings kommun.
Museet bygger på trävaruhandlaren Sven Jakob Carlsons (1872–1955) och hans maka Hannas samlingar för ett bygdemuseum. Museet invigdes 1962 i en för ändamålet nyuppförd byggnad vid marknadsplatsen i Ulrika.
Museet har arkiv med handlingar från gamla tiders Ulrika, en fotosamling, kartor, tidningsurklipp med mera. Det har ungefär 3.000 föremål.
Ulrika museum ger ut årsböcker med artiklar av historiskt intresse från bygden.